# Ponte Galeria
Ponte Galeria è la quarantunesima zona di Roma nell'Agro romano, indicata con Z. XLI.
Il toponimo indica anche una frazione di Roma Capitale e la zona urbanistica 15G del Municipio Roma XI.

## Geografia fisica

### Territorio
Comprende 54 km², di cui circa 43 fanno parte del comune di Roma. Si trova nell'area ovest della città, separata dal complesso cittadino a ridosso ed esternamente al Grande Raccordo Anulare, fra il fiume Tevere a sud, l'autostrada A12 Roma-Civitavecchia a ovest e via Monte Carnevale e via della Pisana a nord. Confinante con il comune di Fiumicino a ovest, è attraversata dalla via Portuense.
La zona confina:
- a nord con la zona Z. XLV Castel di Guido[1]
- a est con le zone Z. XLIV La Pisana[2] e Z. XL Magliana Vecchia[3]
- a sud con le zone Z. XXXI Mezzocammino[4] e Z. XXXII Acilia Nord[5]
- a sud-ovest con il comune di Fiumicino[6]

## Storia
La presenza umana è attestata già dal Paleolitico. Ponte Galeria era il nodo di due importanti arterie stradali (via Portuense e via Magliana) e di due vie fluviali (Tevere e rio Galeria). Gli Etruschi controllavano il corso d'acqua chiamato Careia (Rio Galeria, da cui deriva il nome di Galeria) e i Romani vi lasciarono presenze considerevoli (ponte, acquedotto, strada e necropoli).
Che sin dall'antichità sia stato un centro abitato, è dimostrato anche dalle tombe neolitiche (età della pietra e del bronzo) rinvenute. Nell'VIII sec. Papa Adriano I vi edifica la sua domusculta (una masseria fortificata), trasformata da Gregorio IV in un castello, oggi perduto. Anche i Papi successivi ebbero a cuore il ponte sul Galeria ordinandone più volte la restaurazione e, per mantenerlo in ordine, decisero che le navi che risalivano il Tevere dovessero pagare un tributo.
L'edificazione moderna inizia sotto il Fascismo, con l'insediamento di una vetreria e dello snodo ferroviario, portando con sé l'imponente bonifica fondiaria.
A Ponte Galeria è situato un centro di identificazione ed espulsione (CIE) e la sede del Consiglio Regionale della Regione Lazio.

## Monumenti e luoghi d'interesse

### Architetture religiose
- Chiesola Serlupi, su via della Chiesuola. Cappella del XVII secolo. 41.820881°N 12.342516°E
- Chiesa di Santa Maria Madre della Divina Grazia, in largo Domus de Maria. Chiesa del XX secolo. 41.819583°N 12.347939°E

Parrocchia della diocesi di Porto-Santa Rufina.
- Ex-casa generalizia dei Salesiani, su via della Pisana. Edifici del XX secolo (1967-69). 41.849124°N 12.372596°E

Complesso di edifici in stile modernista dell'architetto Tommaso Valle. Comprende anche una cappella. Sequestrata in danno legale 2017.

### Architetture militari
- Bunker, su via della Muratella Mezzana. 41.820252°N 12.335291°E
- Caserma della Polizia di Stato, su via Portuense. Edifici del XXI secolo (2000-03). 41.805946°N 12.317644°E

Complesso di edifici in stile modernista dell'architetto Tommaso Valle.

### Siti archeologici
- Tratto della antica via Campana, presso via Gino Covre. Basolato del VII secolo a.C. 41.80346°N 12.316503°E
- Domus rustica sull'antica via Campana, su via Alexandre Gustave Eiffel. Villa dell'età repubblicana. 41.809041°N 12.332899°E
- Necropoli di Malnome, su via della Muratella, presso il bivio di via di Castel Malnome. Sepolcro del I-II secolo.[7] 41.821713°N 12.334237°E

### Aree naturali
- Parco della Pace "Yitzhak Rabin", da via di Monte Stallonara. 41.841748°N 12.348492°E

## Enti
- Sede del Consiglio regionale della Regione Lazio, già collegio dei Missionari Scalabriniani, su via della Pisana. Edifici del XX secolo (1967-69). 41.843768°N 12.352309°E

Complesso di edifici in stile modernista dell'architetto Attilio Lapadula.

## Geografia antropica

### Urbanistica
A seguito dell'istituzione del Comune di Fiumicino, avvenuta con legge regionale n. 25 del 6 marzo 1992, il settore occidentale del territorio, dall'autostrada A12 Roma-Civitavecchia al viale dei Collettori, è passato al nuovo comune, e la relativa toponomastica romana è stata soppressa con delibera del Commissario Straordinario n° 1529 dell'8 settembre 1993.
Nel territorio di Ponte Galeria si estende l'omonima zona urbanistica 15G.

### Suddivisioni storiche
Del territorio di Ponte Galeria fanno parte la frazione omonima e le frazioni di Piana del Sole, Ponte Galeria-La Pisana e Spallette.

### Odonomastica
Gli odonimi della zona si riferiscono per la maggior parte ad ingegneri (soprattutto ingegneri idraulici, con riferimento ai lavori di bonifica intrapresi negli anni '30) ed a città italiane: nella frazione di Piana del Sole, le vie prendono i nomi di città del Piemonte, mentre nella frazione di Spallette l'odonomastica è incentrata su località della Sardegna. Gli odonimi della zona possono essere raggruppati nelle seguenti categorie:
- Città del Piemonte, ad es. Battifollo, Belforte Monferrato, Bergolo, Calamandrana, Canosio, Casalbeltrame, Castagnito, Castellinaldo, Collegno, Demonte, Gambasca, Garbagna, Ghemme, Guarene, Montegioco, Murisengo, Occimiano, Tavagnasco.
- Città della Sardegna, ad es. Arzana, Cabras, Decimomannu, Elmas, Fordongianus, Illorai, Muravera, Narcao, Nulvi, Nuxis, Orroli, Palau, Piscinas, Samugheo, Santa Teresa Gallura, Senorbì, Tergu, Tertenia, Tortolì, Usini.
- Ingegneri, ad es. Lorenzo Allievi, Silvio Canevazzi, Giuseppe Colombo, Rudolf Diesel, Alexandre Gustave Eiffel, Luigi Negrelli, Giovanni Poleni, Cristoforo Sabbadino, Luigi Stipa, Angelo Vescovali, Eugenio Villoresi, Bernardino Zendrini.
- Denominazioni locali, ad es. via del Fosso della Breccia, via di Malnome, via di Monte Carnevale, via della Muratella, via del Ponte di Malnome, via di Ponte Galeria.

## Infrastrutture e trasporti
|  | È raggiungibile dalla stazione di Ponte Galeria. |